# 新陰流
新陰流（しんかげりゅう），又稱新影流（新影流），是日本戰國時代劍術名家上泉信綱所成立的劍術流派。「新陰流」之名，即是為對應「陰流」。

## 歷史
上泉信綱學習了鎌倉的「念流」、愛洲移香齋的「陰流」（又稱「愛洲陰流」）以及杉本備前守紀政的「神道流」的竅門後，於1560年代成立了劍術流派「新陰流」。
上泉伊勢守的弟子柳生宗嚴繼承了「新陰流」後，由柳生家所傳承、發展的稱為「柳生新陰流」。由於柳生家族世代為德川家教授劍法之道，「柳生新陰流」遂成為江戶時代德川家族成員的御用劍法流派。

## 系譜
- 上泉伊勢守秀綱
  - 疋田豊五郎景兼（疋田新陰流）
  - 神後伊豆守宗治（神後新陰流）
  - 土屋将監（心陰流）
  - 柳生石舟斎宗厳（柳生新陰流）
  - 宝蔵院覚禅房胤栄
  - 松田織部之助清栄（松田新陰流）
  - 羽賀井浅右衛門義久一心斎（羽賀井流）
  - 丸目蔵人佐長恵（タイ捨流）
  - 奥山休賀斎公重（神影流、奥山流）
  - 坂田治太夫安季
  - 鈴木伊賀守意伯
  - 野中新蔵成常（新神陰一円流）
  - 狭川甲斐守助貞（狭川新陰流）
  - 駒川太郎左衛門尉国吉（駒川改心流）
  - 上泉常陸介秀胤
  - 上泉主水正憲元
  - 香坂要

### 上泉信綱弟子之後的流派

#### 柳生新陰流
當柳生宗嚴被上泉伊勢守交代研究「無刀取」後，柳生氏的柳生新陰流之名開始廣為流傳，本來被冠上「柳生」的是傳到福岡藩稱著的弟子筋流派「柳生新影流」。但，武道學上，上泉信綱跟柳生氏傳授内容之差異，是為了分開柳生的和其他以外的新陰流。「新陰流」和「柳生新陰流」的分別是傳授者是柳生氏的為「柳生新陰流」。
同時，與新陰流有交流的的原流陰流，愛洲移香齋出身地附近的，不少人會報上柳生的名號。
柳生宗嚴以後，分派成：五男柳生宗矩的江戶柳生；其孫柳生利嚴（宗嚴嫡子柳生嚴勝次男）的尾張柳生。特別的，是稱呼柳生宗嚴時代的為大和柳生。
新陰流的道統子孫，尾張柳生的利嚴於慶長10年6月成為第三代傳人。
江戸柳生的柳生三嚴（柳生十兵衛），尾張柳生的柳生嚴包（柳生連也齋）亦是其中的天才劍士。

## 關連項目
- 陰流
- 柳生流
- 柳生氏
- 柳生藩
- 尾張柳生家
- 柳生大太刀
- 兵法三大源流
- 渡邊幸庵

## 外部連結
- （日語）
- （日語）
- （日語）
- （日語）
- （日語）